# Casa de las Maravillas

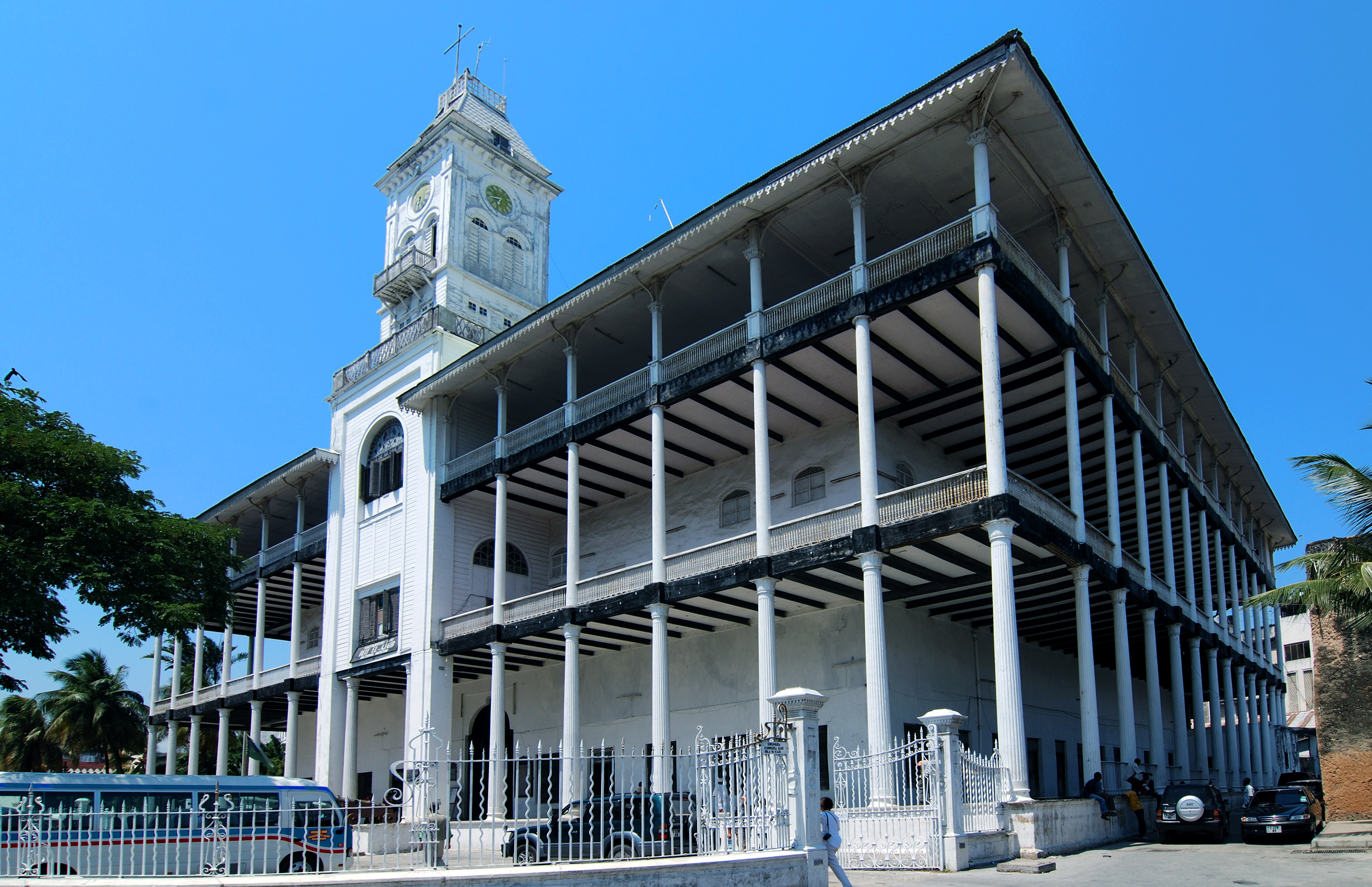
Casa de las Maravillas en 2010

La Casa de las Maravillas o el Palacio de las Maravillas (en árabe: Beit-al-Ajaib, بيت العجايب) es un edificio emblemático en Stone Town, Zanzíbar, Tanzania. Es el edificio más grande y más alto de Stone Town, ubicado entre el Fuerte Viejo y el antiguo Palacio del Sultán. Es uno de los 6 palacios construidos por Barghash bin Said, segundo sultán de Zanzíbar, y se dice que está ubicado en el sitio del palacio de la reina Fatuma, quien vivió en el siglo XVII. La Casa de las Maravillas alberga actualmente el Museo de Historia y Cultura de Zanzíbar y la costa Suajili.

## Historia
El palacio fue construido en 1883 para Barghash bin Said, segundo sultán de Zanzíbar. Fue concebido como un palacio ceremonial y sala de recepción oficial, celebrando la modernidad. Por eso fue nombrado "Casa de las Maravillas" porque fue el primer edificio en Zanzíbar con electricidad, y también el primer edificio en África Oriental en tener un ascensor.

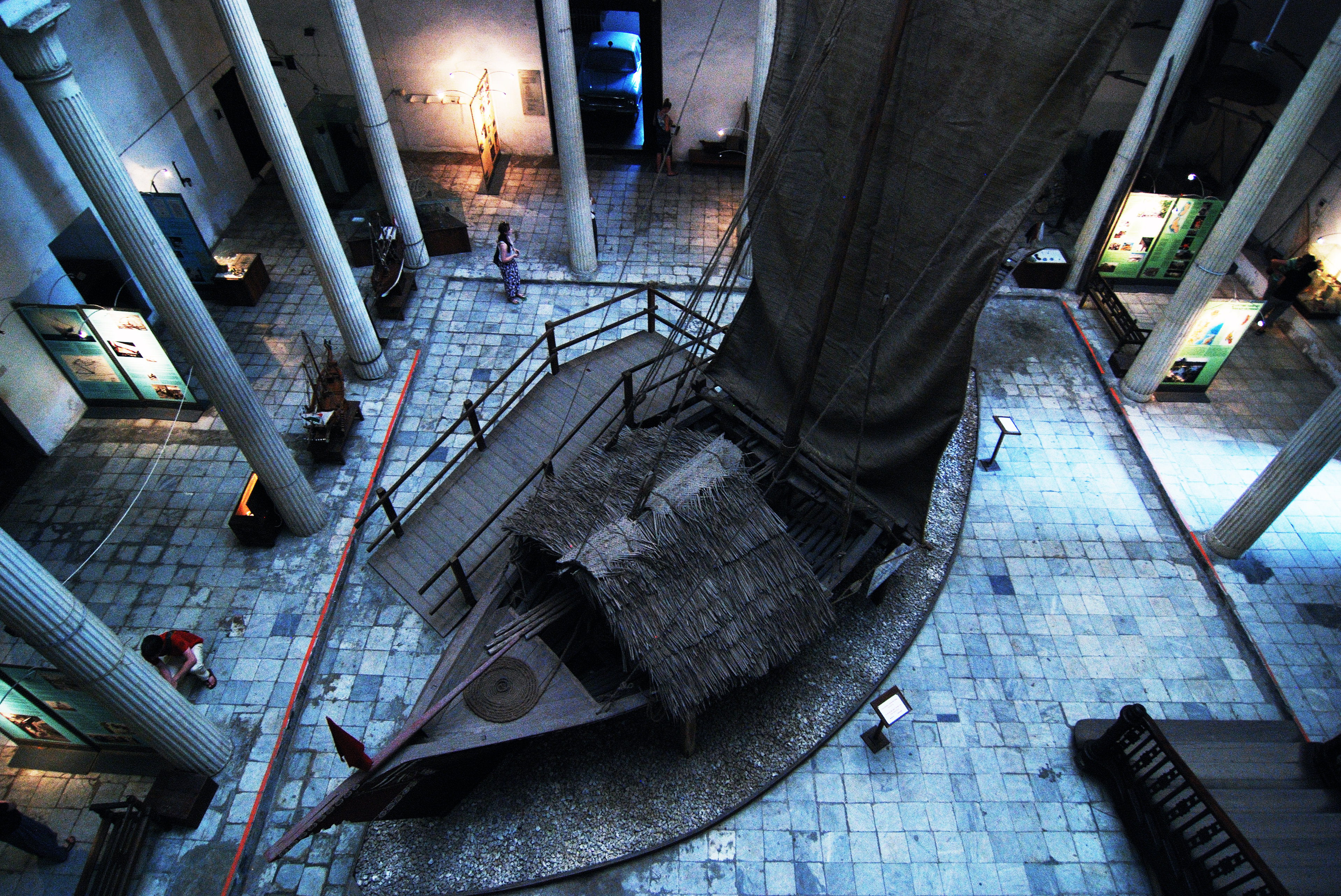
Mteppe dentro de la Casa de las Maravillas

Frente al edificio, una vez estuvo un faro que fue destruido durante la Guerra anglo-zanzibariana del 27 de agosto de 1896. Esta breve guerra también destruyó el Palacio de Beit al-Hukum y dañó gravemente el Palacio de Beit al-Sahel. La Casa de las Maravillas sufrió solo daños menores. Durante la reconstrucción en 1897, se integró una nueva torre del reloj en la fachada del edificio. Beit al-Hukum no fue reconstruido y su ubicación se transformó en un jardín.
La Casa de las Maravillas solo fue ocupada completamente por el Sultán y su harén después del bombardeo. En 1911 se transformó en oficinas gubernamentales y como la principal secretaría de las autoridades gubernamentales británicas. Después de la Revolución de Zanzíbar de 1964, se convirtió en una escuela y un museo para el partido Afro-Shirazi con la ayuda de Corea del Norte. En 1992–1994 se inició el desarrollo del museo. Hoy en día sirve como museo y es una de las principales atracciones turísticas de Stone Town.
El Museo de la Casa de las Maravillas, inaugurado a principios de la década de 2000, cuenta con exposiciones permanentes sobre aspectos de la cultura suajili y de Zanzíbar, así como sobre el medio ambiente de África oriental. El patio interior está totalmente ocupado por un mtepe (un barco tradicional suajili). Alrededor de este patio, que se desarrolla en tres pisos, hay varias salas con otras exhibiciones sobre una variedad de temas, incluyendo herramientas de pesca suajili y barcos tradicionales, kangas ceremoniales, retratos de sultanes y otras personas notables (incluido un famoso retrato del célebre traficante de esclavos Tippu Tip), muebles de los palacios de los sultanes, así como información sobre los biomas del este de África. Una de las habitaciones en la planta baja alberga un viejo automóvil que perteneció al presidente Abeid Karume.
En la entrada del palacio hay dos viejos cañones de bronce portugueses del siglo XVI. Fueron capturados por los persas en 1622 y más tarde donados a los sultanes de Omán, quienes los llevaron a Zanzíbar. El cañón más grande tiene el emblema del rey Juan III de Portugal. La Casa de las Maravillas ahora está cerrada debido al mal estado. El museo se ha trasladado a otro lugar.